# Corey-Kwiatkowski-Reaktion
Die Corey-Kwiatkowski-Reaktion ist eine Namensreaktion in der organischen Chemie. Sie wurde 1966 von dem US-amerikanischen Chemiker Elias James Corey (* 1928) und George T. Kwiatkowski veröffentlicht und dient der Synthese von Olefinen aus Aldehyden oder Ketonen und Lithium-Alkylphosphondiamid.

## Übersichtsreaktion
Ein Keton (Aldehyd, wenn R1 = H) reagiert mit Lithium-Alkylphosphoramid in Wasser unter Hitzeeinwirkung zum entsprechenden doppelt gebundenen Kohlenwasserstoff. Dabei entstehen Lithiumhydroxid und das entsprechende Phosphorsäurediamid.

## Reaktionsmechanismus
Im beschriebenen Mechanismus wird aus dem Akylphosphondiamid 1 zunächst mit Butyllithium das Lithium-Alkylphosphondiamid gebildet. Der negativ geladene α-Kohlenstoff zum Phosphor greift das Keton nukleophil an, wodurch Zwischenprodukt 2 entsteht. Lithium wird mit Wasser anschließend durch Wasserstoff substituiert und es kommt zu einer innermolekularen Cyclisierung, wodurch ein 4-gliedriger Heterocyclus 3 gebildet wird. Durch Abspaltung des Phosphorsäurediamids kommt es zur Bildung der C=C-Doppelbindung zwischen den Alkylgruppen der Edukte und somit entsteht das gewünschte Olefin 4 als Endprodukt.

## Anwendung
Die Corey-Kwiatkowski-Reaktion bietet vielfältige Anwendungsmöglichkeiten in der Synthese von mehrfach substituierten Olefinen. Der Mechanismus ist mit denen der Wittig-Reaktion und der Emmons-Horner-Reaktion verwandt, bietet im Vergleich zu ersterer jedoch einige Vorteile. Unter anderem gestaltet sich die Isolation des Produkts durch Abwesenheit von Triphenylphosphinoxid einfacher und die Bildung von cis- bzw. trans-Isomeren kann besser kontrolliert werden. Außerdem ist die Synthese und Verwendung von Alkylphosphondiamiden potenziell kostengünstiger.